# Tony Mauricio
Tony Mauricio (* 22. März 1994 in Limoges) ist ein französisch-portugiesischer ehemaliger Fußballspieler.

## Karriere
Mauricio begann seine fußballerische Ausbildung beim FC Limoges, für den er bis 2012 ausschließlich in der Jugend spielte. Am 25. August 2012 (1. Spieltag) debütierte er für die Erstmannschaft gegen den SO Cholet in der Startelf. Sein erstes Tor schoss er am 3. November 2012 (7. Spieltag) beim 2:1-Sieg gegen die Zweitmannschaft des SCO Angers.
Nach der Saison wechselte er zur Ligue-2-Mannschaft LB Châteauroux. Dort kam er jedoch zunächst nur bei den Amateuren in der National 3 zum Einsatz. Am 19. September 2014 (7. Spieltag) debütierte er im Profibereich, als er gegen die AS Nancy für Hassane Kamara eingewechselt wurde. Bereits bei seinem nächsten Einsatz (10. Spieltag) stand er gegen den AC Arles-Avignon in der Startelf und schoss zudem den 1:0-Siegtreffer. Bei LB war er jedoch nicht gesetzt und kam wettbewerbsübergreifend nur auf sieben Einsätze und ein Tor.
Daraufhin wechselte er in die Championnat National zur US Boulogne. Dort debütierte er am 7. August 2015 (1. Spieltag) gegen die SAS Épinal nach Einwechslung. Bei einem 2:1-Auswärtserfolg gegen den CS Sedan am 18. Dezember 2015 (16. Spieltag) schoss er sein erstes Tor für die Mannschaft zum 2:1-Endstand. Bei Boulogne war er jedoch auch kein Stammspieler und wurde bei 25 Ligaeinsätzen 17 Mal nur eingewechselt. In der Folgesaison spielte er schon öfter und schoss in 29 Spielen acht Tore.
Daraufhin wechselte er zurück in die Ligue 2 zum FC Valenciennes. Am 28. Juli 2017 (1. Spieltag) lief er das erste Mal für sein neues Team gegen den GFC Ajaccio auf. Seine ersten beiden Tore schoss er im Spiel gegen den FC Bourg-Péronnas bei einem 3:1-Sieg. Wettbewerbsübergreifend schoss er in 39 Einsätzen neun Tore. In der Folgesaison war es ähnlich, er schoss acht Tore in 41 Spielen.
Nach der Saison wechselte er zum Aufstiegskandidaten RC Lens. Am 27. Juli 2019 (1. Spieltag) debütierte er gegen den FC Le Mans für seinen neuen Verein über die vollen 90 Minuten. Schon zwei Wochen darauf schoss er gegen Clermont Foot sein erstes Tor, womit er das 1:1-Unentschieden seiner Mannschaft erzielen konnte. Nach 27 Spielen und vier Toren verhalf er Len zu Platz zwei und somit dem Aufstieg in die Ligue 1. Anschließend gab er sein Ligue-1-Debüt gegen den OGC Nizza, als er in der 69. Minute für Gaël Kakuta ins Spiel kam. Nach dem Aufstieg war er jedoch kein Stammspieler und spielte in der Saison 2020/21 nur 26 Mal, meistens jedoch nur als Einwechselspieler.
Daraufhin wechselte er im Sommer 2021 in die Ligue 2 zum FC Sochaux. Bei einem 3:1-Sieg über den FCO Dijon stand er über die vollen 90 Minuten auf dem Platz und gab somit sein Debüt für Sochaux.

## Erfolge
- Zweiter der Ligue 2 und Aufstieg in die Ligue 1: 2020